# Julia Mayer
Julia Mayer (* 20. Jänner 1993 in Wiener Neustadt) ist eine österreichische Langstreckenläuferin. Die Teilnehmerin der Olympischen Sommerspiele 2024 ist 4-fache österreichische Rekordhalterin über 10 km, 5 km, Halbmarathon sowie Marathon. Sie ist 21-fache österreichische Staatsmeisterin (2017–2024). Über 10.000 Meter auf der Bahn ist sie auf Platz drei der ewigen österreichischen Bestenliste zu finden.

## Werdegang
Julia Mayer war von 2000 bis 2016 als Fußballerin aktiv, bevor sie 2017 zum Laufsport kam. Als Fußballerin spielte Mayer bis 2010 als einziges Mädchen beim ASK Bad Fischau bei den Burschen. Später war sie beim SV Gloggnitz in der zweiten Bundesliga aktiv. Ihre letzten beiden Stationen als aktive Fußballerin waren beim SC Wiener Neustadt und beim ASK Erlaa. 2016 und 2017 trainierte Mayer beim FC Flyeralarm Admira die Jugendmannschaften U8 und U9.
2017 gewann sie den Viertelmarathon beim Wachau-Marathon.

In Linz gewann die Lehrerin bei ihren ersten Staatsmeisterschaften den Titel über 5000 Meter.
2018 wurde sie Staatsmeisterin über 10.000 Meter in Wien. Im April 2018 nahm Mayer bei den Studenten-Crosslauf-Weltmeisterschaften in der Schweiz teil. Dort wurde sie 37.
2019 wurde sie in Tirol Crosslauf-Staatsmeisterin. Bei den Crosslauf-Europameisterschaften 2019 belegte die damals 26-Jährige im Dezember in Lissabon als beste Österreicherin den 22. Rang. Zudem wurde sie 2019 österreichische Meisterin auf der Straße über 10 Kilometer und gewann die Staatsmeisterschaften über 5000 Meter.
2020 wurde sie in ihrem ersten Jahr als Profi in Linz 3000-Meter-Staatsmeisterin in der Halle. Weiters gewann sie die 10.000-Meter-Staatsmeisterschaften auf der Bahn und wurde in Salzburg zum ersten Mal Halbmarathon-Staatsmeisterin.
2021 verteidigte sie ihren Titel über 3000 Meter in der Halle, in der Steiermark wurde sie österreichische Meisterin über 10 Kilometer auf der Straße und in Wien erlief sie erneut den Titel über 5000 Meter. Am Tag danach gewann Mayer die Wiener Meisterschaften im Halbmarathon und steht auf der ewigen Bestenliste auf Platz drei mit 1:12,52 h.
Im August 2021 gewann die damals 28-Jährige in Klagenfurt am Wörthersee als erste Österreicherin den Halbmarathon bei „Kärnten läuft“, wurde damit Halbmarathon-Staatsmeisterin und holte sich damit ihren zwölften Staatsmeistertitel.
Mayer brach im September mit 32:54 min den österreichischen Rekord über 10 Kilometer auf der Straße.
Sie verteidigte in Eisenstadt ihren Staatsmeistertitel über 10.000 Meter und holt zwei Monate später ihren 14. Titel in der Steiermark bei den Crosslauf-Staatsmeisterschaften.
2022 lief Mayer in Spanien mit 1:11,13 h neuen österreichischen Halbmarathonrekord und qualifizierte sich damit für die Weltmeisterschaften im November.
Mayer gewann eine Woche nach ihrem Halbmarathon mit neuem österreichischen Meisterschaftsrekord in Attnang-Puchheim die österreichische Meisterschaft über 10 Kilometer auf der Straße.
Am 14. Mai lief sie mit Bestzeit auf der Bahn über 5000 Meter erneut zum Staatsmeistertitel.
Am 21. Mai gewann sie über 10.000 Meter in Bestzeit ihren 17. Staatsmeistertitel auf der WLV Bahn in Wien und stellte dort einen neuen Stadionrekord auf.
Nur einen Tag später wurde sie schnellste Österreicherin beim ASICS Österreichischen Frauenlauf und wurde im internationalen Elite-Feld zweitbeste Europäerin über 5 Kilometer.
Am 10. Juni wurde Mayer in Kroatien Vizebalkanmeisterin über 10 km auf der Straße und blieb dabei mit 32:49 min unter ihrem eigenen österreichischen Rekord.
Mayer qualifizierte sich für die Europameisterschaften in München, wo sie über 10.000 Meter im Finale Platz 18 belegte. Für die diesjährigen Erfolge wurde sie in Wien zur Sportlerin des Jahres gewählt.
Im November gewann die 18-fache Staatsmeisterin die Crosslauf-Staatsmeisterschaften und qualifizierte sich für die Crosslauf-Europameisterschaften in Turin/Italien. Beim Silvesterlauf in Peuerbach/Oberösterreich belegte sie im internationalen Spitzenfeld Platz fünf als beste Österreicherin.
Am 23. April 2023 feierte sie beim 40. Vienna City Marathon einen neuen ÖLV-Rekord, nachdem sie nach 2:30:42 h im Ziel einlief. Diesen Rekord verbesserte sie am 3. Dezember 2023 beim Valencia Marathon um fast vier Minuten, wo ihr mit 2:26:43 h zugleich auch die direkte Qualifikation für die Olympischen Sommerspiele 2024 gelang.
Am 11. Februar 2024 unterbot Mayer in Barcelona ihren österreichischen Rekord und belegte Platz neun mit einer Zeit von 1:11:09 h. Am 5. April wurde sie in Paris über 10 Kilometer Sechste und lief österreichischen Rekord in 32:28 min.
Am 21. April belegte die 31-Jährige als beste Österreicherin den zehnten Rang im Vienna City Marathon. Bei den Olympischen Spielen in Paris kam sie nach 2:35:14 h auf Platz 55 in das Ziel.
Julia Mayer startet für die DSG Wien Leichtathletik, sie wird trainiert von Vincent Vermeulen und arbeitet als karenzierte Lehrerin beim Österreichischen Bundesheer als Leistungssportlerin.

## Persönliche Bestzeiten
- 3000 m: 9:22,46 min, 18. Juli 2019, Wien
- 5000 m: 16:02,46 min, 14. Mai 2022, Wien
- 5 km Straße: 15:45,2, 3. Oktober 2021, Wien (österreichischer Rekord)
- 10.000 m: 33:16,46 min, 21. Mai 2021, Wien
- 10 km Straße: 32:28 min, 5. April 2024, Paris (österreichischer Rekord)
- Halbmarathon: 1:11:09 h, 11. Februar 2024, Barcelona (österreichischer Rekord)
- Marathon: 2:26:43 h, 3. Dezember 2023, Valencia (österreichischer Rekord, direktes Olympia#Limit)[16]

## Ehrungen
- 2024 wurde Julia Mayer zum dritten Mal in Folge zu Wiens Sportlerin des Jahres im Rathaus geehrt.[17]
- 2023 wurde Julia Mayer wieder zu Wiens Sportlerin des Jahres im Rathaus geehrt.[18]
- 2022 wurde Julia Mayer zu Wiens Sportlerin des Jahres im Rathaus geehrt.[19]